# Olympische Winterspiele 1994/Teilnehmer (Puerto Rico)
| Gelbes Symbol für Goldmedaillen mit stilisierten Olympischen Ringen | Graues Symbol für Silbermedaillen mit stilisierten Olympischen Ringen | Braundes Symbol für Bronzemedaillen mit stilisierten Olympischen Ringen |
| ------------------------------------------------------------------- | --------------------------------------------------------------------- | ----------------------------------------------------------------------- |
| —                                                                   | —                                                                     | —                                                                       |

Puerto Rico nahm an den Olympischen Winterspielen 1994 im norwegischen Lillehammer mit einer Delegation von fünf männlichen Athleten im Bobfahren teil. Ein Medaillengewinn gelang keinem der Athleten.
Fahnenträger bei der Eröffnungsfeier war der Bobpilot Liston Bochette.

## Teilnehmer nach Sportarten

### Bob
| Athleten                                                | Wettbewerb | Lauf 1  | Lauf 1 | Lauf 2  | Lauf 2 | Lauf 3  | Lauf 3 | Lauf 4  | Lauf 4 | Gesamt      | Gesamt |
| Athleten                                                | Wettbewerb | Zeit    | Rang   | Zeit    | Rang   | Zeit    | Rang   | Zeit    | Rang   | Zeit        | Rang   |
| ------------------------------------------------------- | ---------- | ------- | ------ | ------- | ------ | ------- | ------ | ------- | ------ | ----------- | ------ |
| Männer                                                  |            |         |        |         |        |         |        |         |        |             |        |
| John Amabile Jorge Bonnet                               | Zweierbob  | 55,18 s | 40     | 55,46 s | 42     | 55,38 s | 42     | 55,19 s | 39     | 3:41,21 min | 40     |
| Liston Bochette José Ferrer Jorge Bonnet Douglas Rosado | Viererbob  | 53,52 s | 26     | 53,50 s | 26     | 53,57 s | 25     | 53,43 s | 25     | 3:34,02 min | 25     |